# Grand Réveilleur
Strepera graculina
Espèce
Statut de conservation UICN

 LC  : Préoccupation mineure
Le Grand Réveilleur (Strepera graculina) ou calibé pie, est une espèce de passereaux noirs de taille moyenne originaire de l'Est de l'Australie et de l'île de Lord Howe. Il appartient à la famille des Artamidae. C'est l'une des trois espèces du genre Strepera, étroitement apparenté au genre Cracticus de la famille des Artamidae. On en connait six sous-espèces. C'est un oiseau robuste ressemblant à un corbeau mesurant en moyenne environ 48 cm de longueur, au plumage noir ou gris foncé avec du blanc dans les plumes caudales et alaires, des iris jaunes et un bec puissant. Le mâle et la femelle sont semblables en apparence. Il est connu pour ses appels mélodieux.
Dans son territoire, le Grand Réveilleur est généralement sédentaire, même si les populations vivant en altitude descendent vers des zones plus basses pendant les mois plus froids. Il est omnivore, se nourrissant d'une grande variété de fruits et de graines, d'invertébrés, d'œufs d'oiseaux et de jeunes oiseaux. C'est un prédateur qui s'est bien adapté à l'urbanisation et qu'on trouve dans les parcs et jardins ainsi que les bois. Son habitat comprend toutes sortes de zones boisées mais il préfère les vraies forêts pour se reproduire. Il se repose, niche et cherche la majeure partie de sa nourriture dans les arbres, à la différence de la pie australienne.
Son nom latin de graculina vient de sa ressemblance avec les mainates bien que les oiseaux du genre Gracula fassent partie des Sturnidae.

## Taxinomie

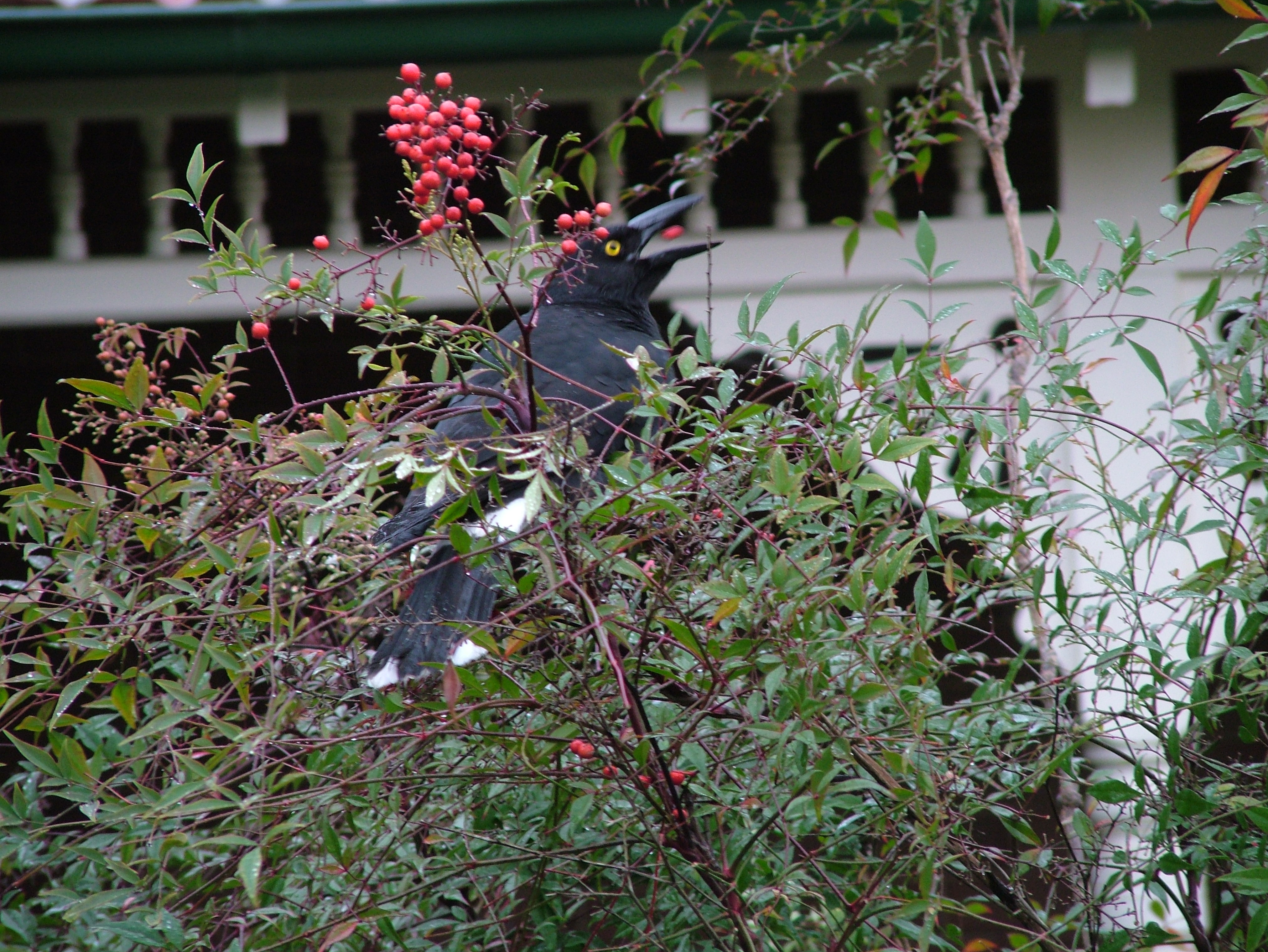
Grand réveilleur à Lindfield en Nouvelle-Galles du Sud.

Le Grand Réveilleur a été décrit pour la première fois par l'ornithologue anglais Robert Shaw en 1790 sous le nom de Coracias strepera alors que strepera avait déjà été adopté comme nom de genre. Son nom scientifique vient du latin strepera signifiant « bruyant » et graculina ressemblant à un Choucas.
Son plus proche parent est le Réveilleur noir (Strepera fuliginosa) de Tasmanie, qui quelquefois a été considéré comme une de ses sous-espèces. Avec le Réveilleur cendré (Strepera versicolor), ils forment le genre Strepera. Bien que ressemblant aux corbeaux par leur apparence physique et leurs mœurs, les Strepera n'ont qu'un rapport lointain avec les vrais corbeaux, et appartiennent en fait à la famille des Artamidae, avec leurs proches parents, le Cassican flûteur (Gymnorhina tibicen), et les espèces de Nouvelle-Guinée des genres Cracticus et Peltops. Les affinités de ces trois genres ont été reconnues dès le début et ils ont été placés dans la famille des Cracticidae en 1914 par l'ornithologue John Albert Leach après étude de leur musculature. Les ornithologues Charles Sibley et Jon Ahlquist ont reconnu une relation entre le genre Cracticus et le genre Artamus et les ont placés dans la famille des Artamidae.

### Sous-espèces
On distingue actuellement six sous-espèces, caractérisées principalement par des différences de taille et de plumage. Il y a un changement progressif de morphologie et de taille des oiseaux en allant vers le sud, le plumage devenant plus clair et plus gris, le corps plus long, le bec plus court, les populations du sud ayant également plus de blanc dans le plumage de la queue, avec moins de blanc au niveau des ailes.
D'après la classification de référence (version 5.2, 2015) du Congrès ornithologique international, cette espèce est constituée des six sous-espèces suivantes (ordre phylogénique) :
- S. g. magnirostris se trouve sur la péninsule du cap York jusqu'au fleuve Normanby (en) dans le nord du Queensland. Initialement décrit par Henry White Lake en 1923[5], il a une queue plus longue et un bec plus fort et plus court que la sous-espèce nominale. Il a été peu étudié à ce jour[6].
- S. g. robinsoni se trouve sur le plateau d'Atherton, dans le nord du Queensland. Initialement décrit par Gregory Mathews en 1912[7], il est confondu avec magnirostris par certains auteurs. Il a fait l'objet de peu de recherches et semble être plus petit que les autres sous-espèces[6].
- Strepera graculina graculina est la sous-espèce nominale, trouvée depuis la région de Sydney jusqu'au fleuve Burdekin dans le nord du Queensland.
- S. g. crissalis, (vulnérable[8]), a été décrite par le naturaliste anglais Richard Sharpe Bowdler en 1877[9]. Il semble s'être bien adapté à l'homme sur l'île de Lord Howe, mais la population est faible, se situant autour de 70 à 80 oiseaux[10]. Bien que considéré comme une sous-espèce, il n'a pas encore été étudié avec les techniques moléculaires d'ADN, ce qui peut conduire à ce qu'il soit reclassé comme une espèce distincte[11].

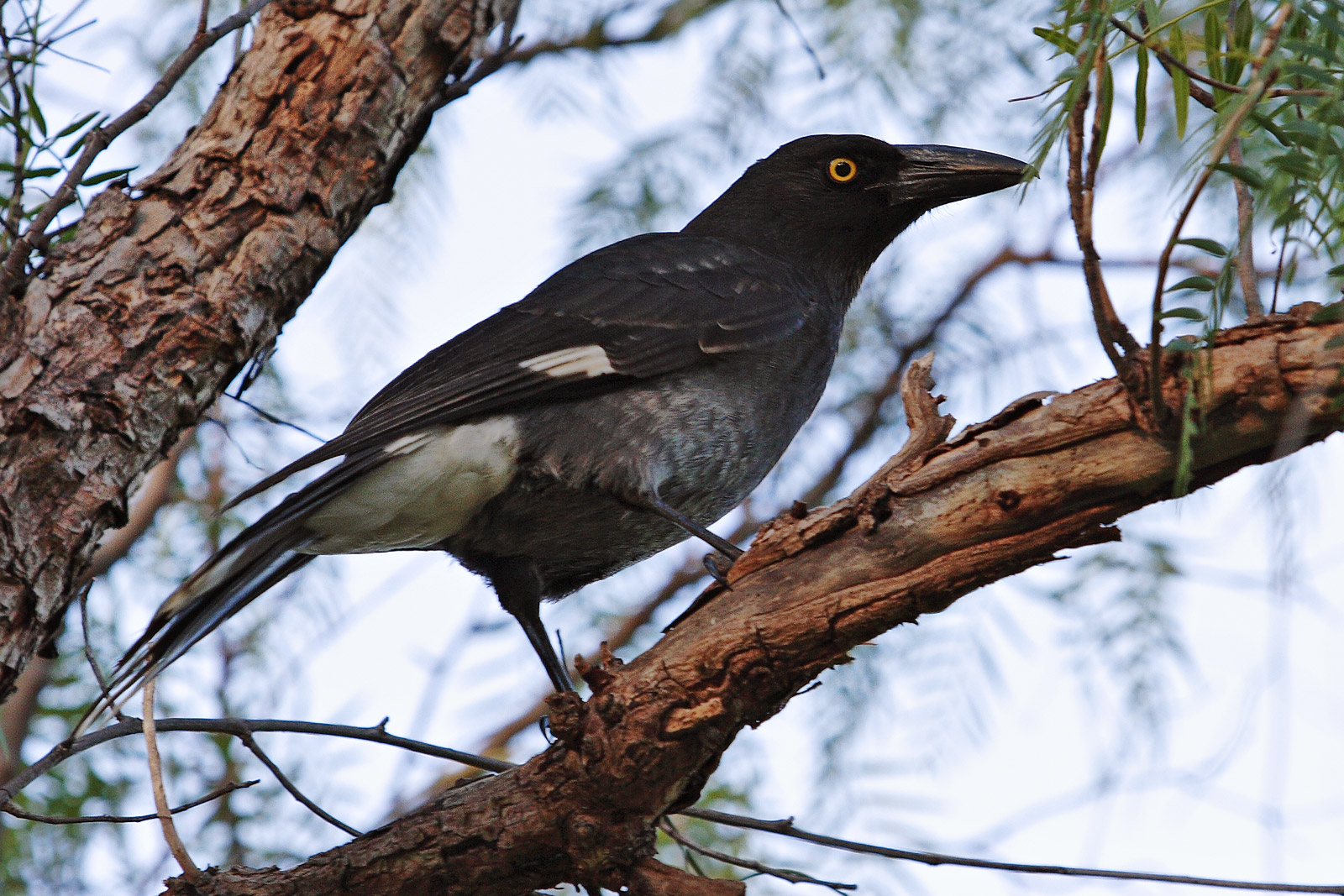
Sous-espèce nebulosa
Swifts Creek.

- S. g. nebulosa, qui vit dans le sud-est de la Nouvelle-Galles du Sud, le Territoire de la capitale australienne et le centre du Victoria, est très semblable à la sous-espèce nominale, mais a un bec plus court, une queue et des ailes plus longues. Ses parties supérieures sont noir de suie, un peu plus pâle que la sous-espèce nominale, et les parties inférieures de suie noire à gris ardoise. La tache blanche sur les rémiges primaires est également plus petite[2]. Il a d'abord été défini en 1999 par des ornithologues et taxonomistes Richard Schodde et Ian Mason[12]. Il y a une zone d'hybridation avec la sous-espèce graculina dans le sud et le centre de la Nouvelle-Galles du Sud, depuis Eden jusqu'au nord de l'Illawarra et se prolongeant au nord-ouest dans les Blue Mountains[6].
- S. g. ashbyi, (en danger critique d'extinction[13]), qui vit dans l'Ouest du Victoria a été décrit par l'ornithologue amateur australien Gregory Mathews en 1913[14]. Elle est menacée par l'hybridation avec la sous-espèce voisine nebulosa en pleine expansion vers l'ouest[15]. En 2000, le nombre d'oiseaux nicheurs était estimé à environ 250 individus. Elle ressemble à la sous-espèce nebulosa, avec un plumage noir de suie, une longue queue et un bec court[6]. Il existe des doutes quant à savoir si la sous-espèce ashbyi, qui est peu connue, est une sous-espèce distincte ou un variant de couleur de la sous-espèce nebulosa. On pense que les deux populations ont évolué isolément, séparées par des plaines de basalte de l'ouest de Victoria et que, avec le retour des arbres après l'abandon du brûlage régulier par les autochtones à la fin du xviiie siècle, elles se sont remélangées. Les formes hybrides ont été identifiées dans la vallée du Yarra et les Grampians[13].

## Description
Il mesure 40 à 50 centimètres de long. Son plumage est noir avec du blanc au niveau des ailes et de la queue. Les yeux sont jaunes. Comme beaucoup de ses cousins, il a l'un des plus beaux chants parmi les oiseaux australiens n'étant devancé peut-être que par le pitouhi gris (Colluricincla harmonica) et les oiseaux-lyres

## Répartition et habitat

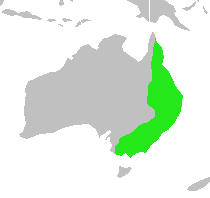
Carte de répartition de l'espèce.

C'est un oiseau courant des zones rurales et semi-urbaines de l'Australie orientale depuis le cap York jusqu'à l'ouest du Victoria et l'île de Lord Howe, où existe une sous-espèce endémique. Il s'est bien adapté à la présence des humains et est devenu très courant dans les zones urbaines comme Sydney.
À la différence d'autres oiseaux, il a peu souffert de la mise en valeur des terres par les européens. Les colons ont remplacé la plupart des bois et forêts du pays par de vastes prairies où il s'est installé. Les quelques zones qui n'ont pas été déboisées suffisent pour ses besoins et le grand nombre de points d'eau créés le long de ses anciennes routes de migration lui ont permis de s'installer dans des zones qu'il ne faisait que traverser.
Les conséquences de son développement sur les oiseaux de taille plus petite est controversée: plusieurs études scientifiques montrent qu'il s'agit d'un sérieux problème mais la preuve n'en a pas encore été apportée. Ils se nourrissent de fruits d'espèces végétales importées dont certaines sont devenues envahissantes comme le camphrier (Cinnamomum camphora).

## Comportement

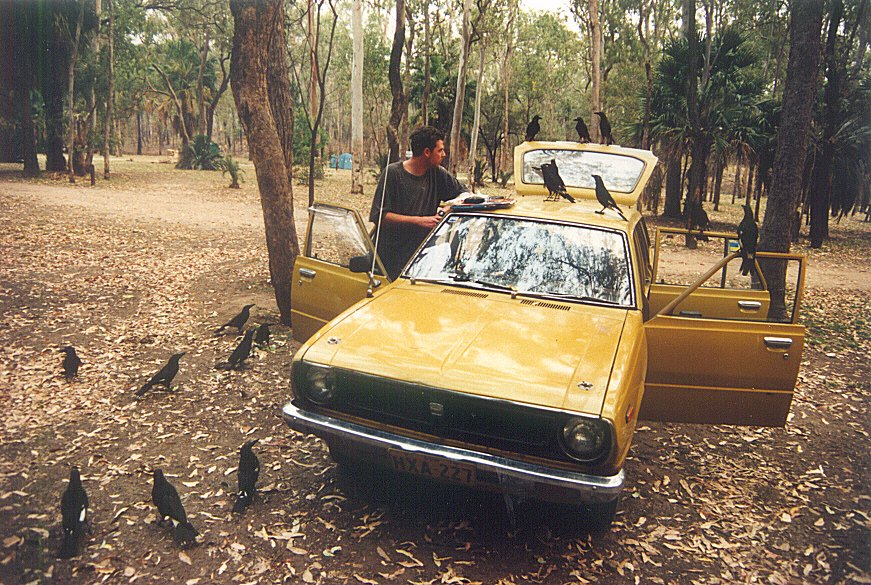
Oiseau opportuniste. Ici à Carnarvon Gorge.

Il vit dans les arbres, chassant et tournoyant à quelques mètres au-dessus du sol partageant parfois son terrain avec la pie australienne qui vit au niveau du sol.

## Alimentation
C'est un oiseau omnivore se nourrissant aussi bien de fruits et de baies que de petits animaux comme les petits oiseaux. Mais ce sont aussi des charognards se nourrissant de charognes ou de déchets et n'hésitant pas à venir quêter de la nourriture auprès des humains.

## Reproduction
Il construit un nid de branches au sommet des arbres et y pond trois œufs au printemps.

## Galerie

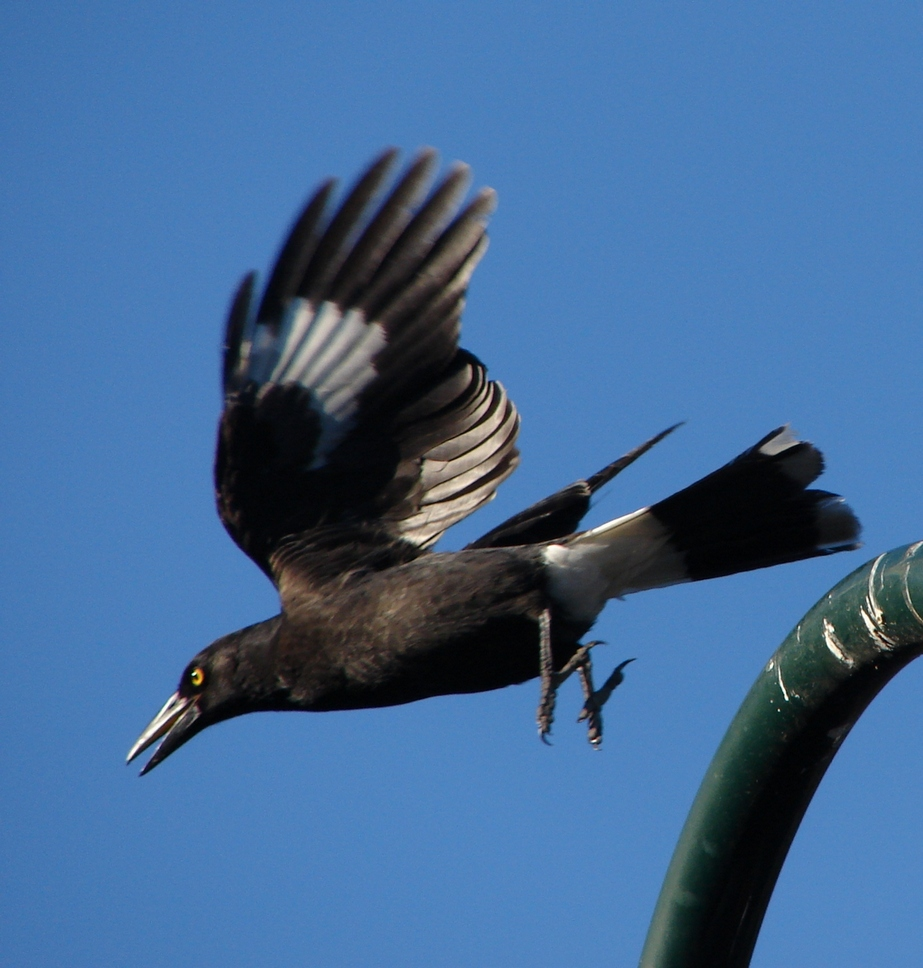
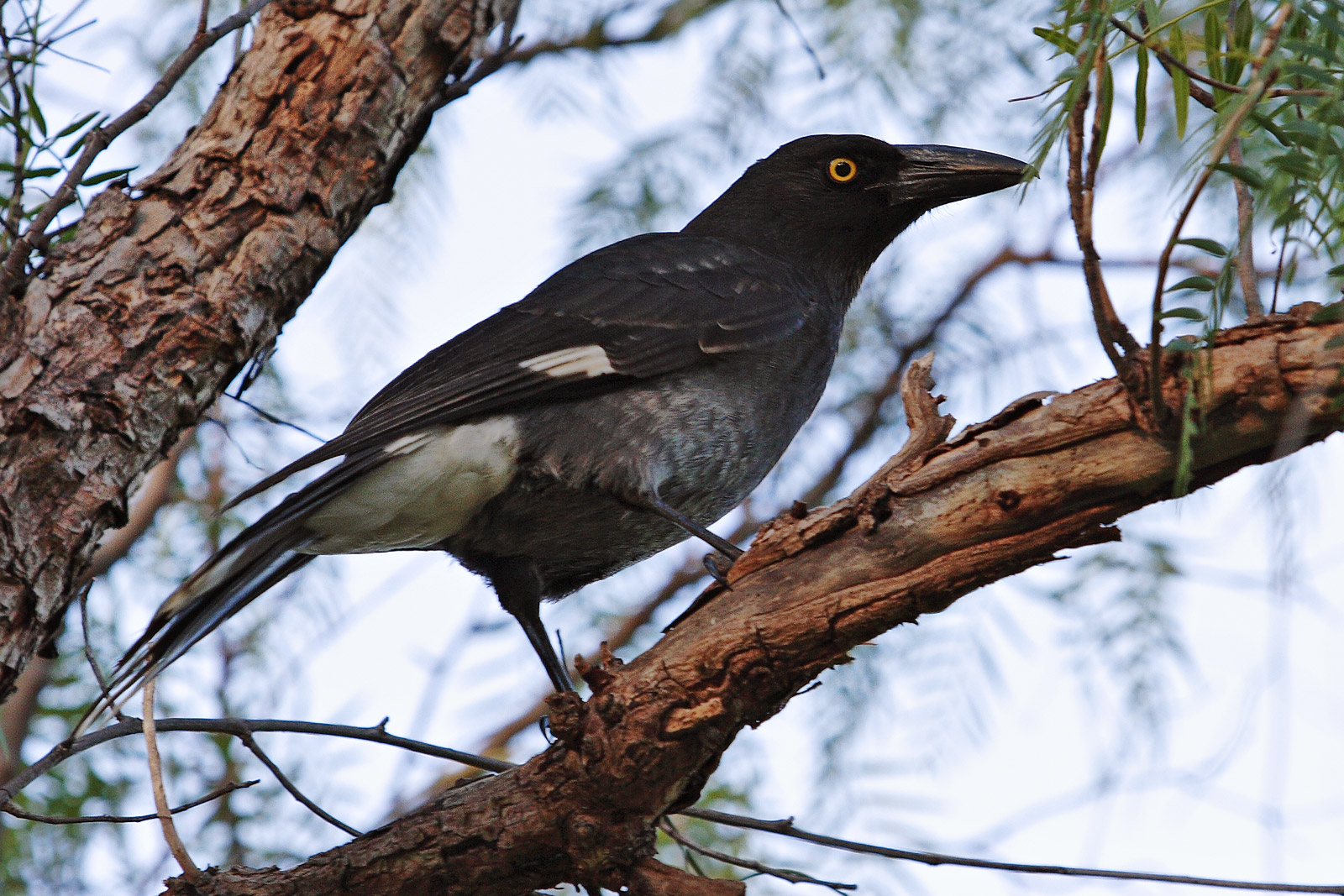